# スペシャルステージ
スペシャルステージ（英:Special stage）とは、ラリーにおいて、競技車両でタイムアタックを行う区間で、イベント運営の通行止め区間のことを指す。

## 概要

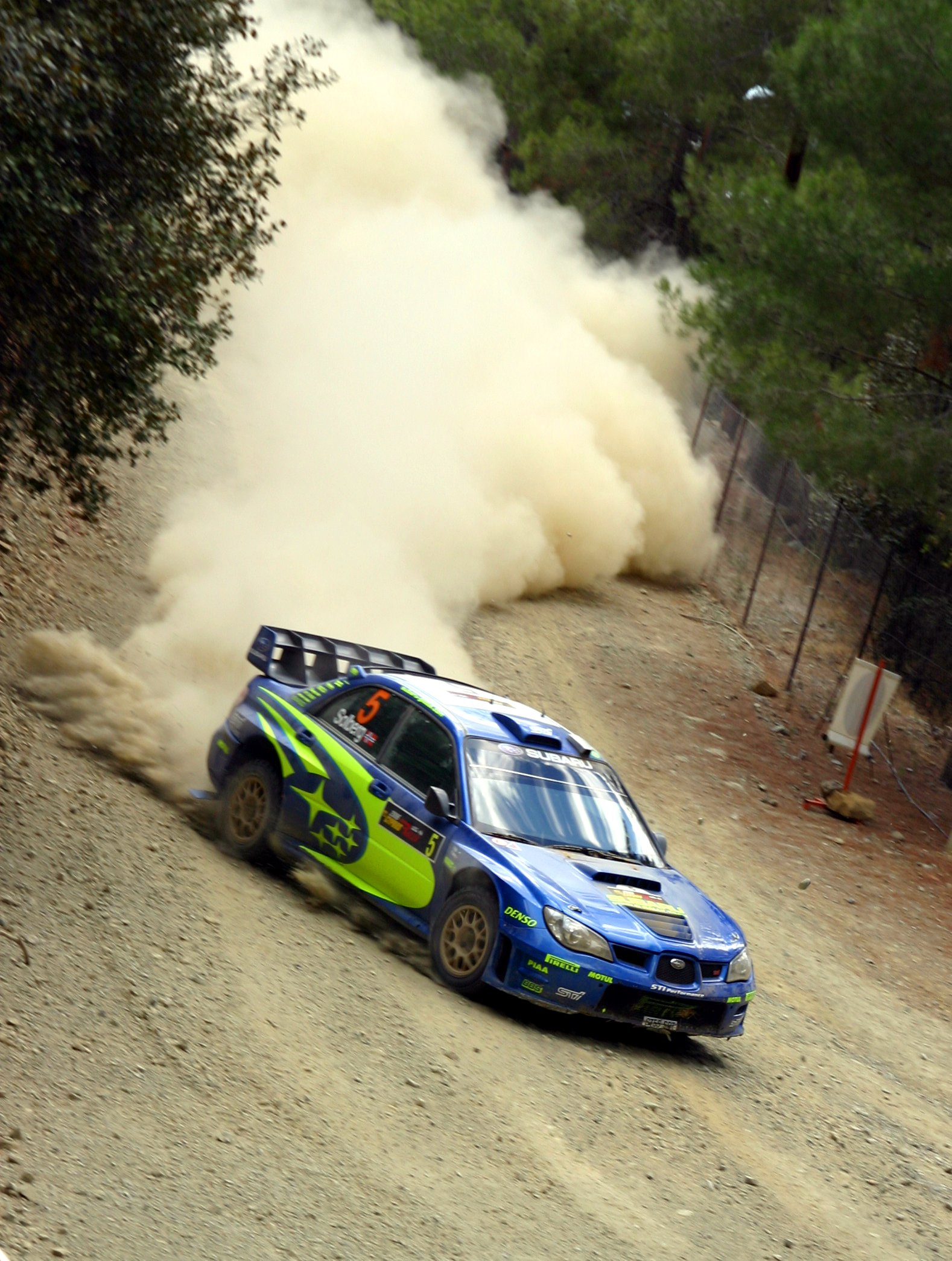
SS内でタイムアタックする競技車両

スペシャルステージは、通常は大会運営が一時封鎖した公道の一区間を指すが、オフロードコースのサーキットや、競技場・私有地等に設けられた仮設コースなどを使用することもある。SSと略される。
SSでのレースは、他の競技者による妨害の可能性を減らすために、各競技レーサーが設定された間隔の後にスタートするように調整される。各スペシャル ステージの長さは通常 10 キロメートルから30 キロメートルの間になっており、一部のステージは長さが 50 キロメートル にも及ぶ場合がある。通常、ラリーは数日間のイベントにわたって約 15 ～ 30 の特別ステージで構成され、イベント内のすべてのスペシャルステージの合計タイムが最も短いドライバーが勝者になる。
コースの途中・スタート地点にはTC（タイムコントロール）と呼ばれるチェックポイントが存在し、そこで運営競技員からチェックを受ける。各TCに目標到着時刻が設定されており、遅い（または早すぎる）場合にはペナルティが課せられる。SSから別SSまでの移動区間（リエゾン）はロードブックに従い、通常の交通規制を厳守して一般車両に交えて走る。
競技者はSSスタート前に次のTCまでの目標到着時間（ターゲットタイム）を知らされ、オフィシャルのカウントダウンでタイムトライアルを開始し、レッキ時（事前走行）に作成したペースノートを頼りにSSを全力走行する。フィニッシュ地点を全開で駆け抜けた後停車し、競技員にTCカードにタイムを記入してもらう（区間タイムはスタート/フィニッシュ地点の光電管で計測される）。
その後、ロードブックに従い移動区間（ロードセクションまたはリエゾン）を走行して次のTCに到着し、またSSタイムトライアルを行うという流れを繰り返す。全ルート終了後に、SS走行タイムの積算が少ない順に順位が決定する。

### スーパーSS
SSの中でも、特に2台の車が同時に走行してタイムを競う形態のものをスーパーSSと呼ぶ。日本（ラリージャパン）でも、過去に札幌ドームや豊田スタジアムにてスーパーSSが実施されたことがある。

### パワーステージ
世界ラリー選手権（WRC）では、SSの中でも特に当該SSの順位のみで選手権ポイントを獲得可能なステージを設けており、パワーステージと呼ばれる。一般的には最終日の最終SSに設定されることが多い。

## TC（タイム・コントロール）
SS内またはスタート地点には通過確認地点があり、チェックポイントではなく「タイム・コントロール」と呼ばれる。ドライバーとコ・ドライバーの二人組は運営が設定した到着時刻通りに走行しなければならず、到着が遅ければもちろん、早すぎても減点され、遅ければ1分あたり10秒、早ければ1分あたり1分のペナルティが課せられる。
ロードセクションは次のTCに余裕を持って到着できるよう時間設定されており、TCの手前でチェックイン時刻を待つことができる（ただし、SSでのタイムロスやロードセクションの交通渋滞などによってTCへの到着が遅れるとペナルティが課せられる。）。
日本国内の競技では一般道の制限速度や通行量を考慮して、SSが極端に遅くてもロードセクションを急がないで済むようなルールが採用されている。